# Saint Jérôme et l'Ange du Jugement
Saint Jérôme et l'ange du Jugement est une peinture à l'huile sur toile (262 × 164 cm) de José de Ribera datée de 1626 et conservée au musée de Capodimonte à Naples.

## Histoire
La toile a été peinte en 1626 pour décorer la chapelle latérale du maître-autel de l'église de la Trinità delle Monache, où se trouvait également la peinture de La Trinité terrestre avec les saints chartreux de Ribera.
En 1813, la toile est retirée de l'église lors de la fermeture des couvents à la période napoléonienne ; l'œuvre entre donc dans la collection Bourbon et est transférée au Palazzo degli Studi, siège historique du Real Museo Borbonico, puis au musée de Capodimonte, ouvert au public le 5 mai 1957 .

## Description
La scène représente saint Jérôme en train de traduire la Bible, surpris par l'ange du Jugement dernier sonnant du cor, qui apparaît dans les nuages en haut à droite de la scène, ce dernier étant très semblable au personnage représenté dans la toile de Saint Matthieu et l'Ange du Caravage datant de 1602.
La scène est également composée de tous les autres éléments typiques de la représentation iconographique de saint Jérôme : le lion, à peine visible dans la pénombre derrière le saint, le crâne et enfin le parchemin roulé. La lumière qui éclaire l’ensemble de la composition est apportée principalement par un paysage s’ouvrant entre les rochers situé en haut à gauche de la toile.

## Analyse
Le tableau, signé et daté, présente les références typiques du caravagisme napolitain et se distingue parmi les plus grands chefs-d'œuvre du peintre espagnol dont la virtuosité atteinte anticipe celle qu'il atteindra définitivement qu'à partir de la troisième décennie du XVIIe siècle, c'est-à-dire dans ses œuvres de pleine maturité artistique. Les passages en clair-obscur sont en effet moins évidents que dans les premières œuvres du peintre, où le ténébrisme du Caravage apparait plus défini et accentué. 
Il apparait comme novateur à ses contemporains, le peintre revisitant un thème cher à la peinture de Caravage tout en réunissant à rendre tangibles les objets et les personnages d'une manière inégalée dans le paysage de l'époque. Les maîtres locaux qui se confronteront au même sujet s'inspireront de la version de Ribera qui explore les aspects de la sénescence, ainsi que le rapport entre les personnages et les objets insérés dans la composition.
L'histoire de la nature morte napolitaine des années 1660 y trouve aussi sa source.
Avec cette œuvre, La Trinité terrestre avec les saints chartreux, et le Silène ivre, Ribera assied sa réputation de maître du style et du traitement virtuose des surfaces.

## Exposition
Cette peinture est exposée dans le cadre de l'exposition Naples à Paris. Le Louvre invite le musée de Capodimonte au musée du Louvre du 7 juin 2023 au 8 janvier 2024.